# 卡迪小子
斯科特·拉蒙·塞古罗·梅斯库迪（英語：Scott Ramon Seguro Mescudi，1984年1月30日—），艺名卡迪小子（Kid Cudi，/ˈkʌdi/ KUDD-ee；通常形象化为），是一位美国说唱歌手、歌手、词曲作家、唱片制作人及演员。他被广泛认为对当代嘻哈和另类表演产生了影响。他的音乐通常是自传性风格，讲述了他童年时期应对抑郁、孤独和疏远的艰辛，以及成年后与酒精和毒品的斗争，还有心碎、放纵和庆祝的主题。卡迪在发布了他的第一个正式长篇项目，即名为《A Kid Named Cudi》（2008年）的混音带后，引起了美国音乐人坎耶·韦斯特的注意，随后他与卡迪在2008年年底与他的GOOD Music厂牌签约。